# Wereldkampioenschap voetbal 2006 (Groep B) Engeland - Trinidad en Tobago
Deze pagina is een subpagina van het artikel Wereldkampioenschap voetbal 2006. Hierin wordt de wedstrijd in de groepsfase in groep B tussen Trinidad en Tobago en Engeland gespeeld op 15 juni 2006 nader uitgelicht.

## Nieuws voorafgaand aan de wedstrijd
- 13 juni - Shaka Hislop, doelman van Trinidad en Tobago en man van de match tegen groepsfavoriet Zweden, zal tegen Engeland ook in de basis staan. Tijdens de eerste wedstrijd verving hij op het laatste moment pas eerste doelman Kelvin Jack, die geblesseerd raakte tijdens de opwarming. Kelvin Jack zou nog steeds niet hersteld zijn en ook verdediger Marvin Andrews zal de wedstrijd tegen Engeland moeten missen.
- 14 juni - Wayne Rooney zal dan toch nog niet spelen tegen Trinidad en Tobago. Volgens eerdere berichten zou dit wel het geval zijn, maar nu heeft de Engelse voetbalbond beslist om hem toch niet te laten spelen.
- 15 juni - Enkele uren voor de wedstrijd Engeland - Trinidad en Tobago is de Engelse sterspeler Wayne Rooney dan toch fit verklaard. Of hij aan de aftrap zal komen is nog onzeker.

## Wedstrijdgegevens
| Datum                | 15 juni 2006                      | 15 juni 2006                      |
| Stadion              | EasyCredit-Stadion, Neurenberg    | EasyCredit-Stadion, Neurenberg    |
| Toeschouwers         | 36.000                            | 36.000                            |
| Scheidsrechter       | Toru Kamikawa                     | Toru Kamikawa                     |
| Assistenten          | Yoshikazu Hiroshima Dae Young Kim | Yoshikazu Hiroshima Dae Young Kim |
| Vierde man           | Kevin Stott                       | Kevin Stott                       |
| Man van de wedstrijd | David Beckham                     | David Beckham                     |
|                      | Engeland                          | Trinidad en Tobago                |
| Doelpunten           | 2                                 | 0                                 |
| Gele kaarten         | 1                                 | 5                                 |
| Rode kaarten         | 0                                 | 0                                 |
| Wissels              | 3                                 | 2                                 |
| Schoten op doel      | 8                                 | 3                                 |
| Schoten              | 23                                | 7                                 |
| Overtredingen        | 15                                | 19                                |
| Hoekschoppen         | 7                                 | 3                                 |
| Buitenspel           | 2                                 | 2                                 |
| Strafschoppen        | 0                                 | 0                                 |
| Balbezit (tijd)      | 33'00"                            | 20'00"                            |
| Balbezit (%)         | 62%                               | 38%                               |

| Engeland | 2 – 0        | Trinidad en Tobago |
| Peter Crouch 83' Steven Gerrard 90+1' | goals        | |
| Sven-Göran Eriksson | bondscoach   | Leo Beenhakker |
| Paul Robinson Ashley Cole Steven Gerrard Rio Ferdinand John Terry David Beckham Frank Lampard Michael Owen 58' Joe Cole 75' Jamie Carragher 58' Peter Crouch | opstellingen | Shaka Hislop Brent Sancho Dennis Lawrence Christopher Birchall Cyd Gray Aurtis Whitley Carlos Edwards Stern John 70' Kenwyne Jones 85' Densill Theobald Dwight Yorke |
| Aaron Lennon 58' Wayne Rooney 58' Stewart Downing 75' | wissels      | 70' Cornell Glen 85' Evans Wise |
| Frank Lampard 64' | gele kaarten | 18' Densill Theobald 19' Aurtis Whitley 46' Kenwyne Jones 47' Shaka Hislop 56' Cyd Gray                                                                              |
| | rode kaarten | |

## Overzicht van wedstrijden
| Groepswedstrijden | | | |
| Groep A | Groep B | Groep C | Groep D |
| Duitsland - Costa Rica Polen - Ecuador Duitsland - Polen Ecuador - Costa Rica Ecuador - Duitsland Costa Rica - Polen             | Engeland - Paraguay Trinidad en Tobago - Zweden Engeland - Trinidad en Tobago Zweden - Paraguay Zweden - Engeland Paraguay - Trinidad en Tobago | Argentinië - Ivoorkust Servië en Montenegro - Nederland Argentinië - Servië en Montenegro Nederland - Ivoorkust Nederland - Argentinië Ivoorkust - Servië en Montenegro | Mexico - Iran Angola - Portugal Mexico - Angola Portugal - Iran Portugal - Mexico Iran - Angola                               |
| Groep E | Groep F | Groep G | Groep H |
| Italië - Ghana Verenigde Staten - Tsjechië Italië - Verenigde Staten Tsjechië - Ghana Tsjechië - Italië Ghana - Verenigde Staten | Australië - Japan Brazilië - Kroatië Brazilië - Australië Japan - Kroatië Japan - Brazilië Kroatië - Australië                                  | Frankrijk - Zwitserland Zuid-Korea - Togo Frankrijk - Zuid-Korea Togo - Zwitserland Togo - Frankrijk Zwitserland - Zuid-Korea                                           | Spanje - Oekraïne Tunesië - Saoedi-Arabië Spanje - Tunesië Saoedi-Arabië - Oekraïne Saoedi-Arabië - Spanje Oekraïne - Tunesië |
| Achtste finales | | | |
| Duitsland - Zweden Argentinië - Mexico                                                                                           | Italië - Australië Zwitserland - Oekraïne | Engeland - Ecuador Portugal - Nederland | Brazilië - Ghana Spanje - Frankrijk                                                                                           |
| Kwartfinales | | | |
| Duitsland - Argentinië | Italië - Oekraïne | Engeland - Portugal | Brazilië - Frankrijk |
| Halve finales | | | |
| Duitsland - Italië | Duitsland - Italië | Portugal - Frankrijk | Portugal - Frankrijk |
| Troostfinale | | | |
| Duitsland - Portugal | | | |
| Finale | | | |
| Italië - Frankrijk | | | |